# Земя на надеждата
Земя на надеждата (на испански: Tierra de esperanza) е мексиканска теленовела, режисирана от Карлос Кок Марин и Рубен Нелиньо Акоста и продуцирана от Хосе Алберто Кастро за ТелевисаУнивисион през 2023 г. Версията, разработена от Ванеса Варела и Хосе Алберто Кастро, с либрето от Алехандро Поленс, Мария Чавес и Фабиола Лопес Нери и литературна редакция от Клаудия Мансано, е базирана на американската испаноезична теленовела Имението, създадена от Умберто "Кико" Оливиери.
В главните роли са Каролина Миранда и Андрес Паласиос, а в отрицателните – Луис Роберто Гусман, Мариана Сеоане и Серхио Гойри.

## Сюжет
Когато баща ѝ е арестуван за измама, Мария Тереса, която е бизнесдама, трябва да поеме ранчото, оставено ѝ от майка ѝ. Там тя се среща със Сантос, управителя на ранчото, с когото се налага да работи, макар че винаги са на срещуположни мнения. Въпреки честите конфликти между двамата, в крайна сметка Мария Тереса и Сантос се влюбват.

## Актьори
- Каролина Миранда – Мария Тереса Артеага
- Андрес Паласиос – Сантос Сандовал
- Луис Роберто Гусман – Марко Ривас
- София Кастро – Валентина Ранхел
- Серхио Гойри – Рутилио Ферер
- Алехандро Томаси – Естебан Артеага
- Лус Мария Агилар – Нани Парамо
- Марта Хулия – Адриана Еспиноса
- Мариана Сеоане – Бернарда Ранхел
- Наталия Есперон – Норма Хурадо
- Нурия Бахес – Ремедиос
- Кармен Бесера – Ирасема Уерта
- Даниел Товар – Крисофоро Гарсия
- Клариса Гонсалес – Рехина Ранхел
- Мими Моралес – Камила Диас
- Ерика Гарсия – Хеновева Мендоса
- Леон Пераса – Алдо Сиснерос
- Илдеберто Мая – Мартин Трехо
- Иван Очоа – Педро
- Педро Балдо – Клементе Ферер
- Исраел Ислас – Чакала
- Николас Кринис – Куенка
- Луис Херардо Леон – Грималди

## Премиера
Премиерата на Земя на надеждата е на 12 юни 2023 г. по Las Estrellas. Последният 60 епизод е излъчен на 1 септември 2023 г.
| Година | Излъчване              | Брой епизоди | Премиера    | Премиера         | Финал            | Финал            |
| Година | Излъчване              | Брой епизоди | Дата        | Рейтинг (в млн.) | Дата             | Рейтинг (в млн.) |
| ------ | ---------------------- | ------------ | ----------- | ---------------- | ---------------- | ---------------- |
| 2023   | понеделник-петък 21:30 | 60           | 12 юни 2023 | 3.4              | 1 септември 2023 | 3.6              |

## Продукция
През януари 2023 г. е обявено, че продуцентът Хосе Алберто Кастро започва препродукцията на следващата си теленовела. На 7 март 2023 г. е съобщено, че Каролина Миранда и Андрес Паласиос ще изиграят главните роли, като работното заглавие на теленовелата е La campirana. Записите започват на 13 март 2023 г. в Тлакоталпан, Веракрус. На 28 март 2023 г. Земя на надеждата е обявено като официално заглавие на теленовелата.

## Версии
- Бурята (2013), мексиканска теленовела, адаптирана от Лиляна Абуд, режисирана от Моника Мигел и Ерик Моралес и продуцирана от Салвадор Мехия за Телевиса, с участието на Химена Наварете, Уилям Леви и Иван Санчес.